# Novel·la d'espies
La novel·la d'espies és una novel·la que barreja suspens i acció al voltant d'una trama d'espionatge, un gènere que va sorgir al segle xix i es va desenvolupar al segle xx, especialment a la Guerra Freda. L'ambientació és contemporània i apareixen les directrius de política exterior dels països més rellevants, els seus serveis d'intel·ligència i a vegades la seva connexió amb el mercat negre o el terrorisme. La seva estructura és similar a la de la novel·la negra.

## Novel·les destacades
- El nostre home a l'Havana, novel·la de Graham Greene, exponent de l'època clàssica
- La saga de James Bond, que va esdevenir l'arquetip de l'espia modern
- The Russia House, de John le Carré, un dels autors més guardonats del gènere
- The Day of the Jackal, de Frederick Forsyth, escriptor supervendes
- The Hunt for Red October, de Tom Clancy
- La saga Bourne, de Robert Ludlum, adaptada amb èxit al cinema